# 세벤 전쟁
세벤 전쟁(프랑스어: guerre des Cévennes)은 루이 14세의 개신교 탄압에 항거하여 세벤 및 랑그도크-루시용 지방에서 일어난 농민과 수공업자 개신교도들의 봉기를 말한다. 일명 카미사르 전쟁(프랑스어: guerre des Camisards)이라고 한다.

## 원인과 발단
루이 14세는 1685년 낭트 칙령을 폐기하고 개신교도의 신앙적 자유를 박탈하였다. 루이 14세와 카톨릭 교회는 용기병들과 사제들을 개종 선교에 동원하여 개신교도들에 대한 극심한 탄압과 재개종을 추진하였고 많은 개신교 목사들과 신도가 처형당하거나 해외로 도피해야 했다. 개종을 번복하는 것은 중죄로 간주하여 수감하거나 바퀴형 또는 화형 등 사형에 처하였고 아이들은 부모로부터 빼앗아 강제로 카톨릭 기관으로 보내졌다. 세벤에서는 1686-87년 이태 동안에만 84명이 처형당하고 50여 명이 중노역형에 처해졌으며 300여 명이 아메리카의 식민지 노역에 끌려갔다. 그럼에도 불구하고 세벤의 개신교도들은 신앙을 고수하고 비밀리에 동굴에 모여 예배하였다. 이런 상황 속에 1702년 퐁드몽베르에서 개종 감독관인 카톨릭 신부 프랑수아 드 랑글라드가 개신교도들을 감금하고 고문하였다. 아브라암 마젤을 중심으로 한 60여 명의 개신교도들이 이들의 석방을 요구하던 중에 충돌이 발생하였고 창문으로 도주하려던 신부는 잡혀서 마을 다리 아래로 내던져졌다. 이를 계기로 세벤 전쟁이 발발하였다.

## 경과 및 결말

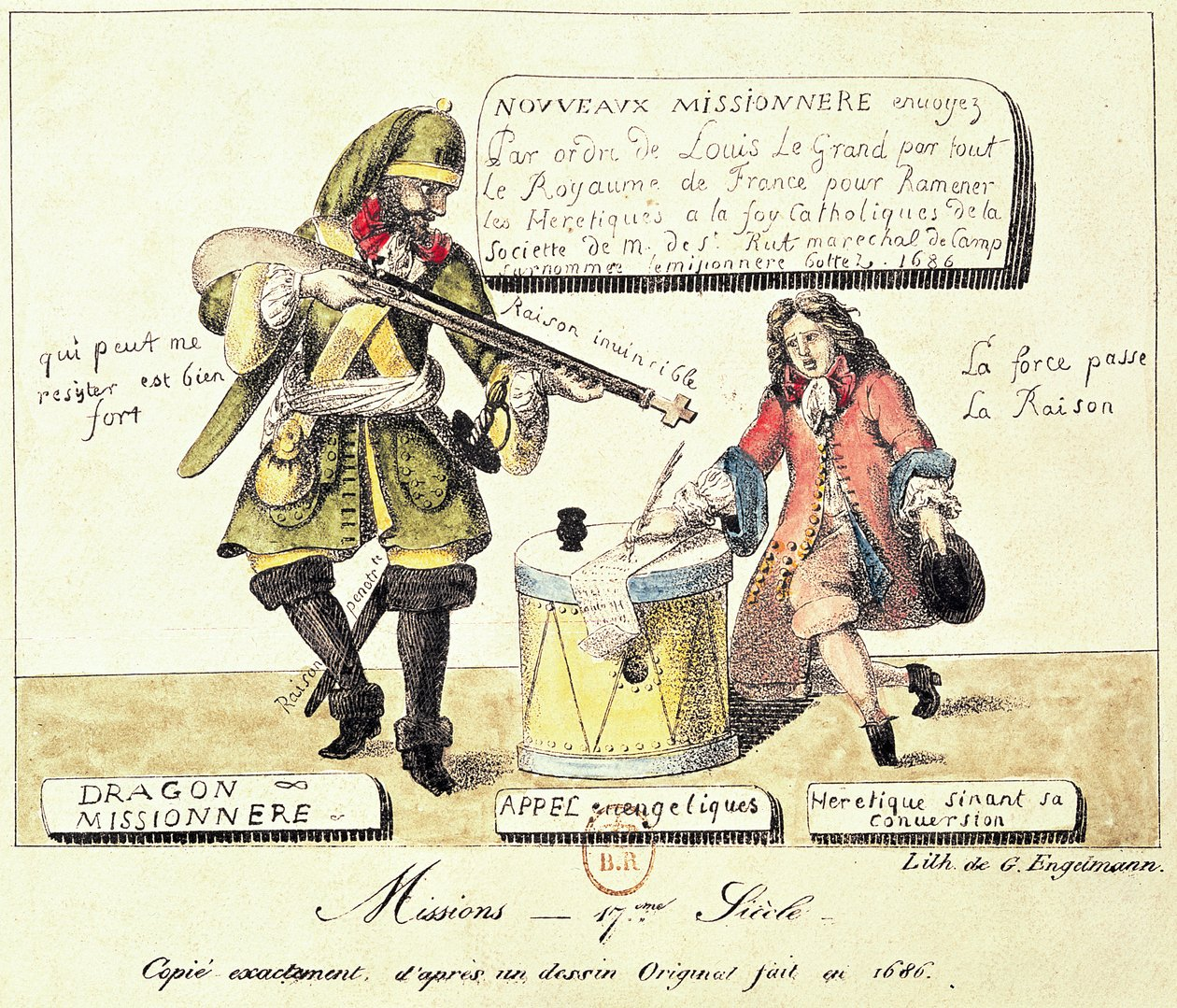
개종 강요에 동원된 용기병의 박해

주로 1702년부터 1704년까지 개신교 민병대인 카미사르군과 카톨릭 측 정부군 사이에 많은 전투가 벌어졌으며 개신교군은 민간인으로 구성되었음에도 불구하고 정부군을 상대로 몇몇 전투에서 상당한 전과를 올렸다. 하지만 군사적으로 절대적 열세였으며 개신교 지역에 대한 극렬한 박해가 계속됨에 따라 1704년 카미사르의 주요 지도자였던 장 카발리에는 자신과 신도들에 대한 안전한 해외 망명 허가를 조건으로 평화 협상을 벌여 왕의 허가를 받았다. 피에르 라포르트(일명 롤랑드)와 아브라암 마젤, 아브디아 모렐(일명 카스티나), 엘리 마리옹 외 여러 지도자들은 이 평화 협상에 반대하고 저항을 계속했으나 롤랑드는 배신에 의해 살해 당하였으며 여타 지도자들 역시 결국 영국이나 스위스 등으로 망명할 수 밖에 없었다. 이후로 1710년까지 해외로 망명한 지도자들은 영국 등 외국의 후원을 얻거나, 재입국하여 카미사르를 다시 규합하는 등의 재봉기를 기획하고 추진했으나 결국 모두 실패로 끝나고 말았다. 1713년에 프랑스 왕은 영국과 평화 조약을 맺고 앤 여왕의 요청으로 종교적 이유로 수감되거나 중노역형에 처해진 개신교도 136명을 석방하고 영국으로 추방하였다.

## 같이 보기
- 용기병 박해
- 위그노 전쟁
- 유격전